# ハマダ印刷機械
ハマダ印刷機械（ハマダいんさつきかい）は、かつて兵庫県三田市に本社を置いた、主に新聞・雑誌を中心としたオフセット印刷の機械を製造した企業。

## 歴史
1917年、濱田初次郎により、日本初の平版印刷機を開発したことをきっかけに創業。戦後に新聞の輪転機やカラー凸版印刷機などを製造。1954年にオフセット印刷機を開発するようになり、多くの新聞・雑誌印刷会社から受注を受けた。
1980年、レンゴー（段ボール・資材メーカー）の傘下に入り、2002年にはレンゴーの100％子会社となった。しかし、世界的な不況のあおりにより、印刷需要の落ち込みなどから、2009年に法人を解散し、同年3月期連結決算で約29億円、個別決算で約49億円の特別損失をレンゴーが計上する形となった。